# Palača Gödöllő
Palača Gödöllő (tudi grad Gödöllő ali grad Grassalkovich ali redko v nemščini Schloss Getterle) stoji približno 25 kilometrov severovzhodno od madžarske prestolnice Budimpešta v mestu Gödöllő. Zgrajena je bila v 18. stoletju za grofa Antala Grassalkovicha I. in je znana tudi po njegovem imenu. V drugi polovici 19. stoletja je bila priljubljena rezidenca avstrijske cesarice in madžarske kraljice Elizabete (»Sisi«). Grad je bil v socialističnem režimu od 1949 do 1990 močno zanemarjen in je začel propadati. Obnovitvena dela so se začela leta 1996; od takrat je grad odprt za obiskovalce.
Grad je - merjeno po pozidani površini - največja baročna palača na Madžarskem.

## Zgodovina gradu

### Predzgodovina grajskega kompleksa
Gödöllő je bil prvič omenjen v 14. stoletju. Kraj ni imel pomembne vloge v zgodovini države, dokler ga ni pridobil Antal Grassalkovich I. Do 18. stoletja je bil Gödöllő majhno, nepomembno kmečko naselje v dolini, obrobljeni z nizkimi griči. Zemljišča so pripadala številnim veleposestnikom. Lastniška struktura se je večkrat spreminjala (prekinila jo je tudi osmanska oblast nad Ogrsko). Jedro vasi je predstavljala skromna graščina in cerkvica, na posesti katere je kasneje nastal grad.

### Obdobje Grasalkovičev
Po izgonu Osmanov se je na Madžarskem konec 17. in v začetku 18. stoletja pojavila nova aristokracija. Eden najpomembnejših predstavnikov svojega razreda in svojega časa je bil Antal Grassalkovich I. Iz nižjega hrvaškega zemljiškega plemstva se je prebil na dunajski dvor in bil eden od zaupnikov Marije Terezije.
Grassalkovich je pridobil zemljišča Gödöllő od prejšnjih lastnikov med letoma 1723 in 1748 in začel graditi dvorec in obsežno posest od leta 1735 naprej. Dvorec je bil zgrajen med letoma 1735 in 1745 kot trikrilna stavba, ki še danes oklepa notranje dvorišče. Razširili so ga od 1746 do 1749 in od 1752 do 1759.
Antal Grassalkovich je leta 1732 prejel baronski naziv, leta 1743 pa ga je cesarica povišala v grofovski naslov. Gradnja dvorca je bila znak njegovega pridobljenega bogastva in njegovega političnega položaja. Grof in Marija Terezija sta imela prijateljski odnos, cesarica pa je dobila sobo v dvorcu, v katerem je leta 1751 kratek čas živela.
Grof je umrl leta 1771 in posest zapustil svojemu edinemu sinu, Antalu Grassalkoviču II., ki je bil leta 1784 povzdignjen v kneza. Antal II. se je malo zanimal za oddaljeno podeželsko posest in je raje prebival na Dunaju in v Pressburgu, takratni madžarski prestolnici. Imel je nekaj modifikacij Gödöllőja; takrat je dvorec praviloma upravljal kaštelan. Antal II. je dal zgraditi palačo Grassalkovics na Dunaju od leta 1789 naprej. Sinu je primanjkovalo očetovega gospodarskega znanja in nekdaj bogata posest je postajala vse bolj obremenjena z dolgovi, ki so bili leta 1794 preneseni na Antala Grassalkovicha III.. Mladi princ je še povečal dolgove in posest Gödöllő je bila od leta 1796 pod prisilno upravo. Šele v 1820-ih se je Antal Grassalkovich III. pogosto zadržal v Gödöllőju, ki ga prej skoraj ni uporabljal. Takrat je dal stari baročni vrt preoblikovati v krajinski park in tu je pogosto sprejemal reformatorja Istvána Széchenyija.
Knez je umrl leta 1841 brez moškega naslednika, kar je pomenilo, da so Grassalkovichi izumrli v moški liniji. Njegova vdova, zadnja princesa Grassalkovich, je bila pokopana v Gödöllöju 27. decembra 1864. Dvorec, ki je bil še vedno pod prisilno upravo, je prešel na žensko linijo dedovanja družine Viczay. Leta 1849 je kompleks kratek čas služil kot oporišče madžarskemu revolucionarnemu borcu Lajosu Kossuthu in njegovim četam. Leta 1850/1851 je bila posest prodana bankirju Georgu Simonu von Sina. Po njegovi smrti je premoženje leta 1864 pripadlo belgijski banki.

### Dvorec kot rezidenca madžarske kraljeve družine
Leta 1866 je dvorec služil kot bolnišnica za ranjene vojake nemške vojne. V tem času je grad prvič obiskala avstrijska cesarica Elizabeta in izrazila željo, da bi ga kupila. Cesar je to zavrnil zaradi stroškov vojne.
Leto 1867 je bilo leto avstro-ogrske poravnave, ki je potrdila Habsburžane na madžarskem kraljevem prestolu. 15. marca tega leta je vlada prisegla zvestobo Francu Jožefu I. in 8. junija 1867 je v Budimu potekalo kronanje. Stari dvorec Grassalkovich je kupila madžarska država in ga kot kronansko darilo podarila kralju in njegovi ženi. Ob kronanju so dvorec obnovili in prezidali ter pogozdili park. Na novo načrtovana železniška proga je peljala mimo gradu; zgradili so ločeno čakalnico za kraljevo družino.
Palača je postala eno najljubših krajev za bivanje kraljice Elizabete, ki je sovražila strogi dvorni bonton v palači Schönbrunn in Hofburgu. V Gödöllőju je lahko živela bolj svobodno kot na Dunaju, stran od protokola in dvornih slovesnosti. Do svoje smrti leta 1898 je tam preživela več kot 2000 dni, predvsem spomladi in jeseni. Kraj je zaradi rednih obiskov kraljeve družine doživel gospodarski razcvet in Gödöllő je konec 19. stoletja postal priljubljeno poletno letovišče višjega razreda Budimpešte.
Po Elizabetinem umoru je Franc Jožef vse redkeje obiskoval grad, nazadnje je tam ostal leta 1911. Njegov naslednik Karel I. je v Gödöllőju ostal le kratek čas, nazadnje pa je bil oktobra 1918 in dogodki iz izgubljene prve svetovne vojne so onemogočili vrnitev.

### Palača v 20. stol
Od leta 1918 je bila palača pod upravo madžarskega ministrstva za finance. Zaradi političnih sprememb je leta 1919 za kratek čas na oblast prišla Madžarska sovjetska republika, v okviru katere je bila palača izropana in spremenjena v sirotišnico.
Po razpadu Sovjetske republike je bil od leta 1920 za cesarskega upravitelja imenovan Miklós Horthy, ki je upravljal Madžarsko, ki je bila zdaj brez kralja. Kot namestnik kralja je prejel pravico do uporabe palače Gödöllő in se preselil v nekdanje prostore Franca Jožefa; njegova žena je dobila apartma od kraljice Elizabete. Notranjost je bila prenovljena in dobila novo pohištvo. Horthy je Gödöllő uporabil za reprezentativne namene in je tukaj sprejemal pomembne člane družbe svojega časa, kot je Viktor Emanuel III. Italije in poznejši britanski kralj Edvard VIII.
Med drugo svetovno vojno je bila palača bombardirana, sicer pa je ostala nepoškodovan. Od decembra 1944 so jo zasedle enote nemškega Wehrmachta, ki jih je kmalu zatem pregnala Rdeča armada. Stavba je bila nato izropana in uporabljena v vojaške namene. Severno krilo so zasedle enote madžarske vojske, južno pa sovjetski vojaki. Od leta 1958 dalje je bila močno zanemarjena palača preurejena v dom upokojencev. V kraljeve salone so postavili preproste železne postelje, plesno dvorano pa so spremenili v dnevno sobo. Balkoni dvorišča in prehod skozi osrednji rizalit so služili kot bunker za premog, v oranžeriji so uredili pralnico, v južnem traktu pa stanovanja. Čeprav je bila stavba leta 1951 spomeniško zaščitena, objekt ni bil zavarovan in je začel vidno propadati. Od leta 1981 dalje so nastajali prvi načrti za prenovo, ki pa se jih zaradi finančnih razlogov niso mogli lotiti. Leta 1984 se je zrušila streha trakta jahalne šole.
Od leta 1990 dalje so ustanove, ki so bile v palači, to zapustile in do leta 1994 je bila popolnoma izpraznjena. Ustanovljena je bila neprofitna fundacija, katere namen je bil obnoviti in ohraniti palačo. Izdelan je bil nov koncept rabe stavbe in pričela se je delna prenova. Obnovljeni so bili strešni nosilci in fasade glavne stavbe in južnih traktov, odkrite stenske poslikave in popravljena štukatura. Notranjost je bila obsežno prenovljena. Avgusta 1996 je bilo obnovljeno osrednje krilo odprto za javnost.

### Palača v sedanjosti
Kraljevo palačo v Gödöllőju vsako leto obišče več kot 200.000 ljudi. Od odprtja leta 1996 je ena najpomembnejših izletniških destinacij na območju Budimpešte. V palači je muzej, v katerem je trenutno na ogled skoraj 30 prostorov. Muzej se osredotoča na kraljevo obdobje Gödöllő in življenje kraljice Elizabete. V spodnjih prostorih so predstavljene tudi redno menjajoče se razstave. Palača je vključena v različne kulturne prireditve, kot so koncerti in gledališke predstave. Ponuja se zasebni najem različnih prostorov za praznovanja ali konference, urejen je tudi gostinski lokal.
Celovita obnova stavbe pa še ni končana. Severni trakt je še vedno v propadajočem stanju in čas popolne obnove še ni predviden. Sredi 1990-ih ni bilo mogoče uresničiti koncepta uporabe. V južnem traktu je bila načrtovana postavitev hotela, vendar do najema še ni prišlo.

## Stavbe

### Palača
Kot gradbeni mojster je bil angažiran salzburški arhitekt Andreas Mayerhoffer, ki je med drugim zasnoval tudi budimpeštansko univerzitetno cerkev in cerkev Marijinega oznanjenja v Szentendreju.
V času gradnje je bila palača že načrtovan kot dvorna rezidenca. Glavni trakt je bil zaradi varnosti zaščiten z nizkimi bastijoni proti mestu; okna v pritličju so bila zamrežena, vogalni paviljoni, ki so bili od leta 1785 okrašeni z mansardnimi strehami, so bili prvotno zgrajeni kot nizki stolpiči.
V nasprotju z običajno strukturo baročnih palačnih kompleksov, v katerih se dvorišče odpira proti mestu in osrednji trakt stavbe gleda neposredno na vrtove, je to načelo v Gödöllőju obrnjeno. Čeprav je Corps de Logis tukaj središče kompleksa, dvorišče in stranski krili, ki ga obdajata, kažejo v vrt, medtem ko je glavna fasada obrnjena proti mestu.
Glavno krilo edinega dvonadstropnega kompleksa je osrednja stavba, od katere se proti severu in jugu raztezata stranski krili, ki uokvirjata glavno dvorišče. Središče osrednje stavbe seka visok, kupolasto okronan rizalit, ki vsebuje osrednjo plesno dvorano in glavno stopnišče. Kupole, ki venčajo stavbo, so zgolj arhitekturni okras; niti plesna dvorana na vzhodu niti stopnišče, obrnjeno proti zahodu, nimata ustreznega oboka. Kupole se v poenostavljeni izvedbi ponovijo nad koti vogalnih paviljonov vrtnih traktov. Portal palače je zasnovan kot prehod v vrt, od koder vodijo dostopne stopnice v notranjo vežo pred plesno dvorano. Iz osrednje stavbe se vstopi na 1000 m² veliko dvorišče, ki ga omejujejo stranski trakti. Ta stavbni ansambel v obliki podkve, zgrajen med letoma 1735 in 1745, je izvor palače in je po predaji kraljevemu paru leta 1867 vseboval bivalne prostore Franca Jožefa (v severnem traktu) in Elizabete (v južno krilo).
Nadaljnji gradniki vodijo pod pravim kotom iz kraljevih traktov Cour d'honneur (častno dvorišče), ki ponovno zavzamejo osnovno obliko palače, jo ponovijo v večjem merilu in v določeni meri zapirajo drugo Častno dvorišče na vrtu. Objekti so iz druge gradbene faze od 1746 do 1749. V traktu, ki vodi z glavnega dvorišča proti severu, je grajska kapela, v južnem traktu so hlevi. Zaključki teh traktov so poudarjeni s kupolastimi paviljoni, ki jim na zunanjem dvorišču sledijo dolgi trakti drug nasproti drugemu. Ta krila so iz časa tretje širitve od leta 1752 do 1759. V južnem traktu so bili dodatni hlevi, jahalna šola in dvorno gledališče, v severnem traktu je bila prva oranžerija v kleti, ki je bila zgrajena pod Antalom Grassalkovichem III., velika marmorna kopalnica, v kraljevem obdobju pa uradniški in apartmaji za goste. Kot rezultat teh prenov je bila dodana nova oranžerija pravokotno zunanjemu severnemu traktu in tvori končno točko gradu. Ta dva severna trakta sta še danes v neobnovljenem stanju.

#### Notranost
V zgornjem nadstropju so reprezentativni dnevni prostori in saloni palače, v pritličju pa so predvsem utility in gostinski prostori. V kraljevih časih je imela palača 136 bivalnih sob, od tega je bilo 67 sob namenjenih za bivanje služabnikov. Palača je bila v 19. stoletju opremljena z vsem sodobnim udobjem, leta 1874 je dobila plinsko razsvetljavo, leta 1898 pa električno. Poleg kaminov in peči je bilo vgrajeno toplozračno ogrevanje.
Iz obdobja Grassalkovicha se je ohranila komaj kakšna premična oprema. Pohištva iz kraljevega obdobja ni več v celoti in se je v veliki meri izgubilo zaradi plenjenja ali pomanjkanja nege. Grajski muzej si je zadal nalogo zbrati in razstaviti avtentične predmete iz kraljevega obdobja in po možnosti pridobiti nekdanjo opremo za zbirko.
26 prostorov muzeja, ki so danes prenovljeni in dostopni obiskovalcem, po barvni shemi in pohištvu, ki je na ogled, predvsem pa po štukaturah, v veliki meri ustrezajo stanju iz leta 1867 iz obdobja rokokoja in neobaroka. Najpomembnejši prostori v palači vključujejo 166 m² veliko rokokojsko plesno dvorano v osrednjem rizalitu, zasnovano v belih in zlatih tonih, ter »Sobo Marije Terezije«, postavljeno ob njenem obisku leta 1751, ki je kasneje služila kot spalnica kraljice Elizabete. Grajsko gledališče, zasnovano za 100 gledalcev, je eno najstarejših ohranjenih gledališč na Madžarskem, čeprav je bilo uničeno leta 1867 z nadzidavo dveh spuščenih stropov in je bilo ponovno rekonstruirano šele leta 1986 v okviru prenove. Dvorna cerkev v severnem traktu sedaj služi tudi kot župnijska cerkev mesta Gödöllő.

### Gödöllő kot vzornik svojega časa
Po dolgotrajni turški vladavini nad Madžarsko in poznejšem obdobju političnih pretresov v državi je bila palača v Gödöllőju ena prvih večjih dvornih posvetnih stavb. Tako je postala vzor drugim kompleksom na Madžarskem, ki so bili zgrajeni v tako imenovanem »grassalkovičevskem slogu«. Pogosto se pojavljajo dvonadstropna zasnova z nizko kletjo in reprezentativnim podstrešjem v nadstropju, izbočen, triosni centralni rizalit z razgibano strešno konstrukcijo ali orientacija dvorišča proti parku. Palače Grassalkovich vključujejo na primer naslednje stavbe:
Na jugozahodnem obrobju Budimpešte je palača Nagytétény, ki skoraj natančno kopira dvoriščno fasado trikrilne glavne stavbe Gödöllős. Palača Grassalkovich v Bratislavi, v času gradnje pod madžarsko upravo in prav tako delo Andreasa Mayerhofferja, temelji na arhitekturnih oblikah Gödöllőja in se pojavlja kot širša različica lokalnega Corps de Logis, tako kot palača v Hatvanu oz. palača Ráday v Pécelu, vzhodno od Budimpešte. Obraten vrstni red dvorišča, ki se odpira na vrt, je mogoče najti tudi v palači Festetics v Keszthelyju.

## Park
Palača je nekoč imela dve obsežni vrtni površini: Spodnji vrt, ki se razteza pred srednjim traktom in Zgornji vrt, usmerjen proti zahodu, ki sledi 'Cour d'honneur.

### Zgornji vrt
Pod Antalom Grassalkovičem I. je zahodno pročelje palače dobilo velik baročni park po francoskih vzorih. Vrt, zasnovan z geometrično strukturiranimi parterji broderie, je bil okrašen s kiparskimi skupinami, značilnimi za čas iz grške mitologije. Raztezal se je 440 metrov pred gradom in se končal pri obzidju, ki obdaja park. V tem starem baročnem vrtu, ki je vključeval tudi labirint žive meje, skoraj ni ostankov zasaditev. Ena redkih relikvij, ki spominja na baročno zasnovo, je kostanjev drevored, ki vodi v južni trakt. Ohranjen je tudi tako imenovani »Kraljevi paviljon«, šesterokotna čajnica iz leta 1760, katere notranje stene krasijo portreti madžarskih knezov.
Potem ko so bili palača in vrtovi zanemarjeni v času Antala Grassalkovicha II., je Antal Grassalkovich III. na predlog svoje žene Leopoldine Esterházy preuredil Zgornji vrt v slogu angleških krajinskih vrtov iz leta 1817. Obzidje je bilo porušeno, vrt razširjen in oblikovan z vijugastimi potmi in skupinami dreves. Ta novi park se je zarasel v obdobju negotovega lastništva po vojvodovi smrti.
Ob predaji madžarski kraljevi družini so vrtove od leta 1867 pogozdili in vzdrževali. V tem času je bila zgrajena palmova hiša na jugu kot protipostavka severni oranžeriji. Zdaj je v zasebni lasti lokalnega vrtca. Bivanje kraljeve družine v Gödöllőju je potekalo z manj dodelanimi ceremonijami kot bivanje v dunajskih palačah. To je pomenilo, da mora vrt opravljati manj reprezentativne naloge in lahko služi več zasebnemu užitku. Zato je bilo zgrajeno balinišče in strelišče za streljanje na glinene tarče. Po smrti kraljice Elizabete je bil leta 1898 k severozahodnemu podaljšku Zgornjega vrta dodan tako imenovani Elisabethin park, gozdu podobna parkovna površina, zasajena z 98 različnimi vrstami zimzelenih grmovnic in dreves ter s spomenikom kraljici v 1901. Pod Miklósom Horthyjem so bile narejene le majhne spremembe, kot je fontana na glavnem dvorišču in (ohranjen) bazen s kopalnim paviljonom in teniškim igriščem.
Med drugo svetovno vojno je skozi Gödöllő decembra 1944 potekala fronta in vrtovi so bili opustošeni. V času sovjetske okupacije in kasnejše uporabe palače kot doma za upokojence vrta niso več vzdrževali, namesto njega so na travnikih zgradili garaže in posekali številna stara drevesa za kurjavo.
Od leta 1994 poteka počasna obnova krajinskega vrta, ki pa še ni končana in poteka le počasi iz finančnih razlogov. Vrt še vedno daje naraven vtis, tipični oblikovalski elementi, kot so vizualni hodniki ali voda, skoraj popolnoma manjkajo. 28 ha velik Zgornji vrt je zaščiten od leta 1997.

### Spodnji vrt
Spodnji vrt je služil bolj utilitarnim kot dekorativnim namenom. Prvotno je služil za oskrbo kmetije, saj so bili tu vrtovi, fazanerija in rezervat divjadi. Pod Antalom Grassalkovičem III. je bil ta vrt tudi preoblikovan in pred glavnim pročeljem gradu sta nastala dva velika labodja ribnika, ki sta bila v kraljevem obdobju ponovno zasuta. Za razliko od Zgornjega je bil Spodnji vrt v veliki meri dostopen tudi prebivalstvu. Avgusta 1933 je na tem območju potekal 4. svetovni skavtski jamboree mednarodnega skavtskega gibanja s skoraj 26.000 udeleženci iz 34 držav.
Razen rekonstruiranih in zasajenih bastijonov pred srednjim traktom palače je v Spodnjem vrtu komaj kaj vidnih sledov, ki bi kazali na načrtno zasnovo prostora. Zasaditve so zaraščene in izgledajo kot pretežno naravno porasla pokrajina. Po drugi svetovni vojni je to vrtno območje prevzelo mesto Gödöllő in ga delno pozidalo s hišami in drugimi zgradbami.